# Karl Kaesberger
Karl Kaesberger (* 31. Dezember 1901 in Wiesbaden; † 4. Februar 1943 ebenda) war ein deutscher Redakteur und Mitglied des Nassauischen Kommunallandtags.

## Leben
Karl Kaesberger wurde als Sohn des Druckereibesitzers Pius Kaesberger (187–1932) und dessen Ehefrau Maria Winterer (1878–1951) geboren.
Nach dem Besuch des Gymnasiums und dem Abitur in Berlin wurde er Volontär bei der „Frankensteiner-Münsterberger Zeitung“ in Frankenstein (Schlesien).
Ab 1924 war er als Redakteur für die „Nassauische Zeitung“ in Westerburg tätig.
1933 erhielt er als Mitglied der Zentrumspartei ein Mandat für den Nassauischen Kommunallandtag des preußischen Regierungsbezirks Wiesbaden.
Im selben Jahr wurde er durch die Nationalsozialisten aus politischen Gründen bei der Nassauischen Zeitung entlassen. Fortan verdiente er seinen Lebensunterhalt mit der Vertretung einer Landauer Schuhfabrik.
Offensichtlich betätigte er sich später als Stellmacher in Wettesingen im Landkreis Kassel